# 청일중학교
청일중학교(晴日中學校)는 대한민국 강원특별자치도 횡성군 청일면 유동리에 있는 공립 중학교이다.

## 학교 연혁
- 1969년 2월 22일 : 갑천중학교 청일분교로 인가
- 1969년 10월 14일 : 청일중학교로 승격(6학급)
- 2023년 9월 1일 : 제28대 유금희 교장 취임
- 2023년 12월 29일 : 제53회 졸업식(졸업생 4명, 누계 3,413명)

## 참고 자료
- 청일중학교 - 한국교육학술정보원 학교알리미